# Jack White (skoczek narciarski)
Jack White (ur. 15 grudnia 2001 w Albertville) – francuski skoczek narciarski, reprezentant klubu CS Courchevel. Uczestnik mistrzostw świata juniorów (2019 i 2021). Medalista mistrzostw kraju.

## Przebieg kariery
W sierpniu 2014 w Hinterzarten zajął 7. lokatę w konkursie FIS Youth Cup. W marcu 2015 w Chaux-Neuve zadebiutował w konkursach Alpen Cupu, plasując się dwukrotnie w siódmej dziesiątce. We wrześniu 2016 w Einsiedeln po raz pierwszy wystartował w FIS Cupie, zajmując miejsca w szóstej dziesiątce.
We wrześniu 2018 w Einsiedeln zdobył pierwsze punkty Alpen Cupu. W styczniu 2019 wystartował na mistrzostwach świata juniorów, zajmując 35. miejsce w konkursie indywidualnym oraz 8. miejsce w konkursie drużynowym. W lipcu 2019 w Szczyrku po raz pierwszy punktował w FIS Cupie, plasując się na 23. miejscu. W grudniu 2019 w Vikersund zadebiutował w Pucharze Kontynentalnym, plasując się w siódmej i piątej dziesiątce. W lutym 2020 w Planicy po raz pierwszy zajął miejsce w czołowej dziesiątce Alpen Cupu, zajmując 4. pozycję. Ze względu na kontuzję nie znalazł się jednak w składzie na mistrzostwa świata juniorów i opuścił starty międzynarodowe w pozostałej części sezonu 2019/2020, powracając do nich w sezonie letnim 2020.
W lutym 2021 w Lahti wystąpił na mistrzostwach świata juniorów, zajmując 19. miejsce w konkursie indywidualnym i 5. w drużynowym. W marcu 2021 po raz ostatni wystąpił w oficjalnych zawodach międzynarodowych rozgrywanych pod egidą FIS. W grudniu 2021 ogłosił zakończenie kariery sportowej.
Jest medalistą mistrzostw kraju – na Mistrzostwach Francji w Skokach Narciarskich 2018 zdobył brązowy medal w zawodach drużynowych, w których reprezentował Sabaudię, w marcu 2019 był trzeci w Mistrzostwach Francji w Skokach Narciarskich 2019 w zawodach indywidualnych i zdobył złoto w konkursie drużynowym, a w Mistrzostwach Francji w Skokach Narciarskich 2020 był drugi indywidualnie i zdobył złoty medal drużynowo.

## Mistrzostwa świata juniorów

### Indywidualnie
| 2019 Lahti | – | 35. miejsce |
| 2021 Lahti | – | 19. miejsce |

### Drużynowo
| 2019 Lahti | – | 8. miejsce |
| 2021 Lahti | – | 5. miejsce |

### Starty J. White'a na mistrzostwach świata juniorów – szczegółowo
| Miejsce | Dzień       | Rok  | Miejscowość | Skocznia     | Punkt K | HS     | Konkurs  | Skok 1 | Skok 2 | Nota                  | Strata    | Zwycięzca            |
| ------- | ----------- | ---- | ----------- | ------------ | ------- | ------ | -------- | ------ | ------ | --------------------- | --------- | -------------------- |
| 35.     | 24 stycznia | 2019 | Lahti       | Salpausselkä | K-90    | HS-100 | indywid. | 83,5 m | –      | 96,9 pkt              | 155,2 pkt | Thomas Aasen Markeng |
| 8.      | 26 stycznia | 2019 | Lahti       | Salpausselkä | K-90    | HS-100 | druż.    | 86,5 m | 84,0 m | 844,5 pkt (203,6 pkt) | 135,2 pkt | Niemcy               |
| 19.     | 11 lutego   | 2021 | Lahti       | Salpausselkä | K-90    | HS-100 | indywid. | 85,5 m | 87,5 m | 220,8 pkt             | 43,1 pkt  | Niklas Bachlinger    |
| 5.      | 12 lutego   | 2021 | Lahti       | Salpausselkä | K-90    | HS-100 | druż.    | 85,0 m | 84,0 m | 852,4 pkt (202,5 pkt) | 133,8 pkt | Austria              |

## Puchar Kontynentalny

### Miejsca w poszczególnych konkursachPucharu Kontynentalnego
| Źródło                                                                        | Źródło          | Źródło     | Źródło          | Źródło              | Źródło              | Źródło            | Źródło            | Źródło          | Źródło          | Źródło          | Źródło            | Źródło            | Źródło           | Źródło              | Źródło              | Źródło         | Źródło            | Źródło            | Źródło      | Źródło      | Źródło | Źródło | Źródło | Źródło | Źródło | Źródło | Źródło | Źródło | Źródło | Źródło | Źródło | Źródło | Źródło | Źródło | Źródło | Źródło | Źródło | Źródło | Źródło | Źródło | Źródło | Źródło | Źródło | Źródło | Źródło | Źródło | Źródło | Źródło | Źródło | Źródło | Źródło | Źródło | Źródło | Źródło | Źródło | Źródło | Źródło | Źródło | Źródło |
| ----------------------------------------------------------------------------- | --------------- | ---------- | --------------- | ------------------- | ------------------- | ----------------- | ----------------- | --------------- | --------------- | --------------- | ----------------- | ----------------- | ---------------- | ------------------- | ------------------- | -------------- | ----------------- | ----------------- | ----------- | ----------- | ------ | ------ | ------ | ------ | ------ | ------ | ------ | ------ | ------ | ------ | ------ | ------ | ------ | ------ | ------ | ------ | ------ | ------ | ------ | ------ | ------ | ------ | ------ | ------ | ------ | ------ | ------ | ------ | ------ | ------ | ------ | ------ | ------ | ------ | ------ | ------ | ------ | ------ | ------ |
| Sezon 2019/2020                                                               |                 |            |                 |                     |                     |                   |                   |                 |                 |                 |                   |                   |                  |                     |                     |                |                   |                   |             |             |        |        |        |        |        |        |        |        |        |        |        |        |        |        |        |        |        |        |        |        |        |        |        |        |        |        |        |        |        |        |        |        |        |        |        |        |        |        |        |
| Vikersund HS117                                                               | Vikersund HS117 | Ruka HS142 | Ruka HS142      | Bischofshofen HS142 | Bischofshofen HS142 | Klingenthal HS140 | Klingenthal HS140 | Sapporo HS137   | Sapporo HS137   | Planica HS138   | Planica HS138     | Brotterode HS117  | Brotterode HS117 | Iron Mountain HS133 | Iron Mountain HS133 | Predazzo HS104 | Predazzo HS104    | Rena HS139        | Lahti HS130 | Lahti HS130 | punkty |        |        |        |        |        |        |        |        |        |        |        |        |        |        |        |        |        |        |        |        |        |        |        |        |        |        |        |        |        |        |        |        |        |        |        |        |        |        |
| 68                                                                            | 46              | -          | -               | -                   | -                   | -                 | -                 | -               | -               | 50              | 55                | -                 | -                | -                   | -                   | -              | -                 | -                 | -           | -           | 0      |        |        |        |        |        |        |        |        |        |        |        |        |        |        |        |        |        |        |        |        |        |        |        |        |        |        |        |        |        |        |        |        |        |        |        |        |        |        |
| Sezon 2020/2021                                                               |                 |            |                 |                     |                     |                   |                   |                 |                 |                 |                   |                   |                  |                     |                     |                |                   |                   |             |             |        |        |        |        |        |        |        |        |        |        |        |        |        |        |        |        |        |        |        |        |        |        |        |        |        |        |        |        |        |        |        |        |        |        |        |        |        |        |        |
| Ruka HS142                                                                    | Ruka HS142      | Ruka HS142 | Engelberg HS140 | Engelberg HS140     | Innsbruck HS128     | Innsbruck HS128   | Willingen HS147   | Willingen HS147 | Willingen HS147 | Willingen HS147 | Klingenthal HS140 | Klingenthal HS140 | Brotterode HS117 | Brotterode HS117    | Zakopane HS140      | Zakopane HS140 | Czajkowskij HS140 | Czajkowskij HS140 | punkty      | punkty      | punkty | punkty | punkty | punkty | punkty | punkty | punkty | punkty | punkty | punkty | punkty | punkty | punkty | punkty | punkty | punkty | punkty | punkty | punkty | punkty | punkty | punkty | punkty | punkty | punkty | punkty | punkty | punkty | punkty | punkty | punkty | punkty | punkty | punkty | punkty | punkty | punkty | punkty |        |
| -                                                                             | -               | -          | 42              | 49                  | -                   | -                 | -                 | -               | -               | -               | -                 | -                 | 39               | 40                  | -                   | -              | -                 | -                 | 0           | 0           | 0      | 0      | 0      | 0      | 0      | 0      | 0      | 0      | 0      | 0      | 0      | 0      | 0      | 0      | 0      | 0      | 0      | 0      | 0      | 0      | 0      | 0      | 0      | 0      | 0      | 0      | 0      | 0      | 0      | 0      | 0      | 0      | 0      | 0      | 0      | 0      | 0      | 0      |        |
| Legenda                                                                       |                 |            |                 |                     |                     |                   |                   |                 |                 |                 |                   |                   |                  |                     |                     |                |                   |                   |             |             |        |        |        |        |        |        |        |        |        |        |        |        |        |        |        |        |        |        |        |        |        |        |        |        |        |        |        |        |        |        |        |        |        |        |        |        |        |        |        |
| 1 2 3 4-10 11-30 poniżej 30 dq – dyskwalifikacja - – zawodnik nie wystartował |                 |            |                 |                     |                     |                   |                   |                 |                 |                 |                   |                   |                  |                     |                     |                |                   |                   |             |             |        |        |        |        |        |        |        |        |        |        |        |        |        |        |        |        |        |        |        |        |        |        |        |        |        |        |        |        |        |        |        |        |        |        |        |        |        |        |        |

## FIS Cup

### Miejsca w klasyfikacji generalnej
| Sezon     | Miejsce |
| --------- | ------- |
| 2019/2020 | 148.    |
| 2020/2021 | 71.     |

### Miejsca w poszczególnych konkursachFIS Cupu
| Źródło                                                                        | Źródło        | Źródło           | Źródło           | Źródło       | Źródło       | Źródło           | Źródło           | Źródło             | Źródło             | Źródło       | Źródło       | Źródło        | Źródło        | Źródło               | Źródło               | Źródło          | Źródło          | Źródło         | Źródło         | Źródło       | Źródło       | Źródło | Źródło | Źródło | Źródło | Źródło | Źródło | Źródło | Źródło | Źródło | Źródło | Źródło | Źródło | Źródło | Źródło | Źródło | Źródło | Źródło | Źródło |
| ----------------------------------------------------------------------------- | ------------- | ---------------- | ---------------- | ------------ | ------------ | ---------------- | ---------------- | ------------------ | ------------------ | ------------ | ------------ | ------------- | ------------- | -------------------- | -------------------- | --------------- | --------------- | -------------- | -------------- | ------------ | ------------ | ------ | ------ | ------ | ------ | ------ | ------ | ------ | ------ | ------ | ------ | ------ | ------ | ------ | ------ | ------ | ------ | ------ | ------ |
| Sezon 2016/2017                                                               |               |                  |                  |              |              |                  |                  |                    |                    |              |              |               |               |                      |                      |                 |                 |                |                |              |              |        |        |        |        |        |        |        |        |        |        |        |        |        |        |        |        |        |        |
| Villach HS98                                                                  | Villach HS98  | Szczyrk HS106    | Szczyrk HS106    | Kuopio HS127 | Kuopio HS127 | Einsiedeln HS117 | Einsiedeln HS117 | Hinterzarten HS108 | Hinterzarten HS108 | Râșnov HS100 | Râșnov HS100 | Notodden HS98 | Notodden HS98 | Zakopane HS134       | Zakopane HS134       | Eau Claire HS95 | Eau Claire HS95 | Sapporo HS100  | Sapporo HS134  | punkty       | punkty       | punkty | punkty | punkty | punkty | punkty | punkty | punkty | punkty | punkty | punkty | punkty | punkty | punkty | punkty | punkty | punkty | punkty |        |
| -                                                                             | -             | -                | -                | -            | -            | 52               | 57               | -                  | -                  | -            | -            | -             | -             | -                    | -                    | -               | -               | -              | -              | 0            | 0            | 0      | 0      | 0      | 0      | 0      | 0      | 0      | 0      | 0      | 0      | 0      | 0      | 0      | 0      | 0      | 0      | 0      |        |
| Sezon 2019/2020                                                               |               |                  |                  |              |              |                  |                  |                    |                    |              |              |               |               |                      |                      |                 |                 |                |                |              |              |        |        |        |        |        |        |        |        |        |        |        |        |        |        |        |        |        |        |
| Szczyrk HS104                                                                 | Szczyrk HS104 | Szczuczyńsk HS99 | Szczuczyńsk HS99 | Ljubno HS94  | Ljubno HS94  | Pjongczang HS109 | Pjongczang HS109 | Râșnov HS97        | Râșnov HS97        | Villach HS98 | Villach HS98 | Notodden HS98 | Notodden HS98 | Oberwiesenthal HS105 | Oberwiesenthal HS105 | Zakopane HS140  | Zakopane HS140  | Rastbüchl HS78 | Rastbüchl HS78 | Villach HS98 | Villach HS98 | punkty |        |        |        |        |        |        |        |        |        |        |        |        |        |        |        |        |        |
| 23                                                                            | 38            | -                | -                | -            | -            | -                | -                | -                  | -                  | -            | -            | -             | -             | -                    | -                    | -               | -               | -              | -              | -            | -            | 8      |        |        |        |        |        |        |        |        |        |        |        |        |        |        |        |        |        |
| Sezon 2020/2021                                                               |               |                  |                  |              |              |                  |                  |                    |                    |              |              |               |               |                      |                      |                 |                 |                |                |              |              |        |        |        |        |        |        |        |        |        |        |        |        |        |        |        |        |        |        |
| Râșnov                                                                        | Râșnov        | Kandersteg       | Kandersteg       | Zakopane     | Zakopane     | Szczyrk          | Szczyrk          | Lahti              | Lahti              | Villach      | Villach      | Oberhof       | Oberhof       | punkty               | punkty               | punkty          | punkty          | punkty         | punkty         | punkty       | punkty       | punkty | punkty | punkty | punkty | punkty | punkty | punkty | punkty | punkty | punkty | punkty |        |        |        |        |        |        |        |
| -                                                                             | -             | 12               | dq               | -            | -            | -                | -                | 32                 | 32                 | -            | -            | 30            | 18            | 36                   | 36                   | 36              | 36              | 36             | 36             | 36           | 36           | 36     | 36     | 36     | 36     | 36     | 36     | 36     | 36     | 36     | 36     | 36     |        |        |        |        |        |        |        |
| Legenda                                                                       |               |                  |                  |              |              |                  |                  |                    |                    |              |              |               |               |                      |                      |                 |                 |                |                |              |              |        |        |        |        |        |        |        |        |        |        |        |        |        |        |        |        |        |        |
| 1 2 3 4-10 11-30 poniżej 30 dq – dyskwalifikacja - − zawodnik nie wystartował |               |                  |                  |              |              |                  |                  |                    |                    |              |              |               |               |                      |                      |                 |                 |                |                |              |              |        |        |        |        |        |        |        |        |        |        |        |        |        |        |        |        |        |        |